# Альбомба (альбом «Касты»)
«Альбомба» — шестой альбом российской рэп-группы «Каста», вышедший 6 августа 2021 года на лейбле Respect Production. Альбом нацелен на детскую аудиторию.

## Об альбоме
Мы записали то, что детей реально качнет и родители послушают в прикол. Про что эти песни? Про всё, что так любопытно в детстве. Как вырвать молочный зуб, что прячут родители в шкафу, про жениха и невесту, про бабушку-динамит... А также дразнилки, шумелки, сопелки. Никакого нравоучительства и сюсюканья! Как мы его записали? Удивительно быстро и весело. Еще месяца 4 назад мы даже не знали, что у нас будет такой альбом. А взрослым можно его слушать? Обязательно. Мы исходили из задачи написать песни, которые будут развлекать и взрослых.

## Список композиций
| №   | Название                                       | Длительность |
| --- | ---------------------------------------------- | ------------ |
| 1.  | «Я чувак»                                      | 2:53         |
| 2.  | «Турбочелюсть»                                 | 2:12         |
| 3.  | «Я сам»                                        | 2:16         |
| 4.  | «Дома никого»                                  | 2:51         |
| 5.  | «Пупок внутри»                                 | 1:24         |
| 6.  | «Кто сказал жених? (совместно с Кристиной Си)» | 2:13         |
| 7.  | «Молочный зуб»                                 | 1:22         |
| 8.  | «Бабуля-динамит»                               | 1:48         |
| 9.  | «Зелёная рука»                                 | 2:05         |
| 10. | «Долго, долго, долго»                          | 1:52         |
| 11. | «Муха»                                         | 1:37         |
| 12. | «Купи, папа»                                   | 1:47         |
| 13. | «Павлик и бабушка»                             | 1:38         |
| 14. | «Марш в постель»                               | 1:43         |
| 15. | «На красный свет»                              | 1:57         |
| 16. | «Спи, малой»                                   | 2:00         |

## Критика
Алексей Мажаев, музыкальный критик портала InterMedia, оценил пластинку на 8 из 10 баллов. Рецензент отмечает, что «рэперы доказали, что так называемый детский репертуар можно создавать, не используя специальный псевдодетский язык, ведь шутки … будут понятны людям любого возраста».
Авторы подкаста «Злобный критик», Саша Маниту и Александр Чернухо, назвали альбом «неожиданно плохим релизом».
Алексей Шевелев, музыкальный обозреватель «Газета.ру», отмечает, что альбом «звучит неловко: то ли участники всерьез записали трек про вставные зубы, то ли просто сыронизировали над трендами зумеров».
Павел Повидлов, рецензент сайта Super G, в своём обзоре на альбом выделяет, что участники группы «записали альбом ПРО детей, так как они их видят», но при этом отмечает, что «Каста хотела сделать приятный альбом для всех, а не попала ни в кого».